# Jalkapallon suomenmestaruuskilpailut 1929
Dvacátý první ročník Jalkapallon suomenmestaruuskilpailut (Finského fotbalového mistrovství) se konal za účastí čtyř klubů v roce 1929 a byl to poslední ročník co se konal systémem play off.
Vítězem turnaje se stal popáté ve své klubové historii HPS, který porazil ve finále IFK Helsinky 4:0.